# Gnophos meyeraria
Gnophos meyeraria là một loài bướm đêm trong họ Geometridae.